# NGC 2259
NGC 2259 ist ein galaktischer offener Sternhaufen vom Trumpler-Typ II2p im Sternbild Monoceros nördlich des Himmelsäquators. Er hat einen Durchmesser von 3,5 Bogenminuten und eine Scheinbare Helligkeit von 10,8 mag.
Entdeckt wurde das Objekt am 1. Januar 1787 von William Herschel.